# Takao Saito
Takao Saitō (斎藤隆夫, さいとう・たかを, Saitō Takao, 3 de novembro de 1936 - 24 de setembro de 2021) foi um artista de mangá japonês. Ele é mais conhecido pela criação da bem sucedida série Golgo 13 e pela adaptação em mangá das aventuras de James Bond. Também criou Barom One.